# فنیپال
فنیپال (به لاتین: Fanipal) یک منطقهٔ مسکونی در بلاروس است که در Dziaržynsk District واقع شده‌است. فنیپال ۴٫۷۵ کیلومتر مربع مساحت و ۱۳٬۲۰۰ نفر جمعیت دارد.